# مرگ و زندگی (فیلم ۱۹۷۰)
مرگ و زندگی (به هندی: Jeevan Mrityu)، فیلمی محصول سال ۱۹۷۰ و به کارگردانی ساتین بوس است. در این فیلم بازیگرانی همچون درمندرا، راکهی گولزار، آجیت خان، لیلا چیتنیس، شبنم، مراد ایفای نقش کرده‌اند.